# Ганиев, Ривнер Фазылович
Ривнер Фазылович Ганиев (род. 1 апреля 1937) — советский и российский учёный в области механики и машиноведения. Академик РАН (1994), академик АН космонавтики им. К. Э. Циолковского (1991), почётный академик АН РБ, доктор технических наук (1968), профессор (1969), директор Института машиноведения им. А. А. Благонравова РАН (ИМАШ РАН) с 2009 по 2015 год.

## Биография
Ганиев Ривнер Фазылович родился 1 апреля 1937 года в c. Тазеево Илишевского района БАССР.
В 1959 году окончил Уфимский авиационный институт. С 1959 по 1961 год работал инженером-конструктором КБ Минавиапрома. Продолжил образование в аспирантуре Института машиноведения АН СССР, после окончания которой с 1964 по 1971 год работал младшим, затем — старшим научным сотрудником Института механики АН УССР (Киев).
В 1966 году получил учёную степень кандидата технических наук, а в 1969 — доктора технических наук; в 1971 году — присвоено учёное звание профессора; с 1987 года — член-корреспондент Академии наук СССР; с 1994 года — академик РАН (по специальности «механика и машиностроение»).
С 1971 по 1978 год — заведующий отделами динамики управляемых систем и теории колебаний Института механики АН УССР, профессор кафедры высшей математики Киевского института инженеров гражданской авиации г. Киев; с 1978 по 1986 год — заведующий отделом вибротехники Института машиноведения им. А. А. Благонравова АН СССР.
С 1986 по 1995 годы — директор научно-инженерного центра «Волна» — заместитель Директора по науке Института машиноведения им. А. А. Благонравова АН СССР; с 1995 по 2010 год — директор Научного центра нелинейной волновой механики и технологии РАН (НЦ НВМТ РАН); с 2009 года — директор Института машиноведения им. А. А. Благонравова РАН (ИМАШ РАН).
Председатель Научного совета Миннефтепрома СССР по использованию волновых и вибрационных процессов в нефтегазовой промышленности.
Ведёт преподавательскую работу, являясь заведующим кафедрой прикладной физики МАИ, заведующим кафедрой «Вычислительные модели технологических процессов» МФТИ.
Сыновья:
Олег (род. 1962) — доктор технических наук, член-корреспондент РАН.
Станислав (род. 1967) — кандидат технических наук, предприниматель

## Научная деятельность
Исследовательские сферы: нелинейные колебания, вибрационные и волновые процессы в машинах и аппаратах. Разработал теорию резонансных явлений при нелинейных пространственных колебаниях твердых и деформируемых тел, нелинейных колебаний многофазных систем, управляемых волновых процессов в космических технологиях. В области нефтегазодобычи Р. Ф. Ганиевым были заложены основы волновой технологии, используемой для увеличения нефтеотдачи пластов.

## Награды
- Орден «За заслуги перед Отечеством» III степени (25 августа 2023) — за большой вклад в развитие науки и многолетнюю добросовестную работу[3]
- Орден «За заслуги перед Отечеством» IV степени (11 марта 2008 года) — за большой вклад в развитие отечественной науки, плодотворную научную деятельность и подготовку квалифицированных специалистов[4]
- Орден Александра Невского (14 августа 2014 года) — за большой вклад в развитие науки, образования, подготовку квалифицированных специалистов и многолетнюю плодотворную деятельность[5]
- Орден Почёта (2 октября 1999 года) — за многолетнюю добросовестную работу и большой вклад в укрепление дружбы и сотрудничества между народами[6]